# بني جمرة (الخبت)

تعديل مصدري - تعديل

بني جمرة هي إحدى قرى عزلة أذرع بمديرية الخبت التابعة لمحافظة المحويت، بلغ تعداد سكانها 748 نسمة حسب تعداد اليمن لعام 2004.